# Raphaël Larquier
Pour les articles homonymes, voir Larquier.
Raphaël Larquier, né le 13 janvier 1872 à Mont-de-Marsan et mort le 5 juin 1943 à Paris, est un journaliste français.

## Biographie
Pierre-Marie-Victor Larquier est le fils de Camille Darracq et de Jean Larquier, tailleur de pierre.
Adoptant le prénom « Raphaël » pour signer ses articles, Larquier débute à L'Intransigeant en 1893. Il collabore ensuite à La France et à La Presse avant de devenir le rédacteur en chef de L'Aveyron républicain.
Il est le frère aîné d'Albert Larquier (1874-1933), antisémite virulent et collaborateur occasionnel de La Libre Parole, membre du Grand Occident de France de Jules Guérin, dont Raphaël aurait présidé la section du 5e arrondissement. Albert Larquier est également le gérant du journal de cette ligue, L'Antijuif, et fait partie des compagnons de Guérin lors de l'épisode du « Fort Chabrol ».
Le 5 janvier 1895, il assiste à la dégradation du capitaine Dreyfus dans la cour de l'École militaire. Il entre ensuite au journal que vient de fonder l'anti-dreyfusard Jules Guérin : L'Antijuif.
Au début du XXe siècle, Raphaël Larquier publie Le Cadet de Gascogne (qu'il ressuscitera en 1926) puis prend plus durablement la direction du Petit Landais dans sa ville natale. À l'époque de l'affaire des fiches, il est condamné pour diffamation après avoir accusé de délation un tailleur de Dax, M. Labeyrie. Lors des élections législatives de 1910, il se présente contre Paul Dupuy dans la circonscription d'Argelès-Gazost, qui comprend le sanctuaire de Lourdes. Candidat catholique, il est concurrencé à ce titre par le royaliste Ernest Renauld. Arrivé en troisième position à l'issue du premier tour, Larquier se désiste sans cependant appeler ses 1 700 électeurs à reporter leur voix sur Renauld, qui est battu par Dupuy au second tour. La rancœur de Renauld à l’encontre de Larquier se solde par un duel entre les deux hommes. Au cours de sa carrière de journaliste, Larquier se serait battu onze fois en duel.
Engagé volontaire au début du premier conflit mondial, Larquier est blessé à Crouy le 13 septembre 1914. Il est également atteint par des éclats d'obus le 25 septembre 1915 à Beaurains. Le 2 septembre 1916, il est blessé au crâne à Barleux. Sous-lieutenant depuis 1915, il termine la guerre à l'état-major de la subdivision de Casablanca.
Conseiller municipal de Mont-de-Marsan, Larquier se présente sans succès aux élections législatives de 1919 sur la « liste républicaine d'union sociale et d'action économique » de Charles Cadilhon et Pierre Deyris.
Par la suite, Larquier devient sous-directeur de l'agence parisienne du Nouvelliste de Lyon.
Marié en 1896 à Marie-Antoinette-Pauline Cagé, Raphaël Larquier est le père du dessinateur Philippe Larquier et du journaliste Pierre Larquier. Devenu veuf, il épouse en secondes noces Joséphine-Albertine Steingass à Mont-de-Marsan le 8 décembre 1942.
Président depuis le 21 septembre 1942 du comité de direction de la Maison des journalistes, Raphaël Larquier meurt le 5 juin 1943 au no 3 de la rue Méchain. Il est inhumé au cimetière parisien de Bagneux jusqu'en 1949, date à laquelle ses restes sont transférés au cimetière de sa ville natale.

## Décorations
- Officier de la Légion d'honneur (12 juillet 1935)
- Croix de guerre 1914–1918
- Médaille commémorative du Maroc
- Officier de l'ordre du Ouissam alaouite